# 一周忌特別番組 勘三郎 最期の言葉
『一周忌特別番組 勘三郎 最期の言葉 初公開映像が明かす壮絶生き様…家族愛700日全記録』（いっしゅうきとくべつばんぐみ かんざぶろうさいごのことばはつこうかいえいぞうがあかすそうぜついきざまかぞくあい700にちぜんきろく）は、2013年12月7日にフジテレビ土曜プレミアム枠で放送された歌舞伎俳優・18代目中村勘三郎に密着したドキュメンタリー番組である。

## 内容
18代目中村勘三郎が亡くなり一周忌を迎え、再び希代の名優の姿を振り返る特別番組。番組では、病と闘う日々を家族が撮影し"封印"していた秘蔵映像も初公開し、食道がん手術から亡くなるまでの131日間の闘いをひも解く。

## ナレーション
- 語り：益岡徹
- ナレーション：武田祐子（フジテレビアナウンサー）

## 製作スタッフ
- プロデューサー：西村朗、坂口知之進、後藤博、後藤朋子
- 演出：松木創
- ディレクター：花枝祐樹、幸田理一郎、後藤憲治、中西義博 ／ 岡田倫太郎
- 構成：武田浩
- 監修：塚田圭一
- 協力プロデューサー：近藤孝子
- 撮影監督：白石利彦
- 編集：平原賢志、根本瞳
- EED：加藤武志
- 音効：早川歩希、岡戸久幸
- MA：大出典夫
- 編成：情野誠人
- 広報：熊谷知子
- 制作協力：共同テレビ
- 制作：フジテレビ情報制作センター
- 制作著作：フジテレビ

## 協力
- 技術協力：バンエイト、TSP、La 7 Sky Syndicate、GHKクリエーションズ
- 映像協力：ジャパンプロデュース
- 協力：ファーンウッド／田中亨、松竹株式会社、日本俳優協会、全栄企画、SAP